# Флемаль
Флема́ль (фр. Flémalle, валлон. Flémåle) — коммуна в Валлонии, расположенная в провинции Льеж, округ Льеж. Принадлежит Французскому языковому сообществу Бельгии. На площади 36,68 км² проживают 25 140 человек (плотность населения — 685 чел./км²), из которых 47,13 % — мужчины и 52,87 % — женщины. Средний годовой доход на душу населения в 2003 году составлял 11 493 евро.
Почтовый код: 4400. Телефонный код: 04.